# Valezan
Valezan is een plaats en voormalige gemeente in het Franse departement Savoie in de regio Auvergne-Rhône-Alpes) en telt 176 inwoners (2008). De plaats maakt deel uit van het arrondissement Albertville.

## Geschiedenis
Valezan was onderdeel van het kanton Aime tot dit op 22 maart 2015 werd opgeheven en de gemeenten werden opgenomen in het op die dag gevormde kanton Bourg-Saint-Maurice. Op 1 januari 2016 fuseerde Valezan met Bellentre, La Côte-d'Aime en Mâcot-la-Plagne tot de commune nouvelle La Plagne Tarentaise.

## Geografie
De oppervlakte van Valezan bedraagt 8,2 km², de bevolkingsdichtheid is 19,1 inwoners per km².
De onderstaande kaart toont de ligging van Valezan met de belangrijkste infrastructuur en aangrenzende gemeenten.

## Demografie
Onderstaande figuur toont het verloop van het inwonertal.